# Hanfu

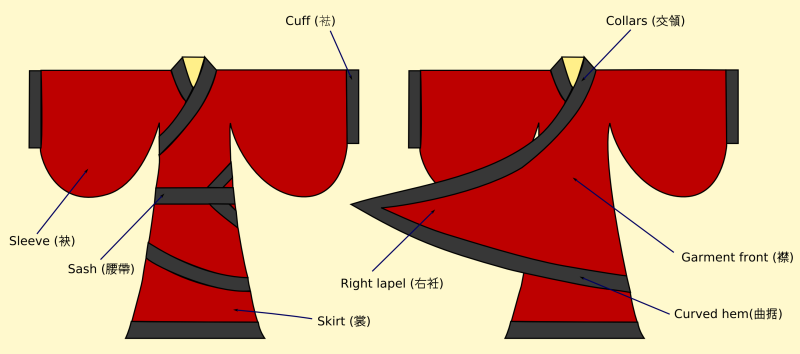
Hanfu

Hanfu (漢 服T, 汉服S, hànfúP, han4 fu2W; min meridionale: hànho̍k o hanhok; cantonese: hɔn˧fʊk˨ o honfuk : significa "costume Han"), o Hànzhuāng (漢裝T, 汉装S), da una minoranza di Han detto anche Huáfú (華服T, 华服S), è un abito tradizionale cinese (Han), utilizzato durante gran parte del periodo precedente alla dinastia Qing.
È un abito diverso dal Changshan (abito maschile) e dal Cheongsam o qípáo (abito femminile).
Questi sono infatti abiti mancesi, imposti a partire dal XVII secolo, epoca della presa del potere della Dinastia Qing e che hanno conosciuto una lunga evoluzione fino a epoche recenti.
Lo hanfu non deve neppure essere confuso con il giapponese kimono che è un abito che deriverebbe dallo hanfu.
L'Hanfu è l'abito tradizionale dei cinesi Han. È apparso all'epoca degli imperatori Yang Di e Huang Di, due leggendari imperatori che sono vissuti nel 25 (o 26) secolo a.C. (Yand Di e Huang Di sono considerati gli antenati di tutti gli Han, la principale etnia cinese). L'Hanfu fu utilizzato per quasi 4000 anni e resistette fino alla fine della dinastia Ming. Durante questo periodo, gli Han non ne hanno modificato le caratteristiche principali. Durante la dinastia Zhou, con la sua enfasi sulla cortesia ed i costumi, l'Hanfu assume forme specifiche e formali, in particolare compare l'Hanfu per le opportunità professionali. Durante la dinastia Han, l'Hanfu sviluppò le caratteristiche che lo contraddistinguono e divenne popolare ed è proprio alla dinastia Han che deriva il nome del gruppo etnico Han ed il nome dei loro costumi Hanfu. Tuttavia, dobbiamo notare che Hanfu non è solo il costume della dinastia Han ma piuttosto quello della dinastia di Yanhuang e della dinastia Ming. Durante le dinastie seguenti, i dettagli del Hanfu cambiarono un po', i nuovi tipi di Hanfu divennero famosi, ma le caratteristiche principali rimasero invariate da quelli che si utilizzavano durante la dinastia Han. 
Il periodo della dinastia Han fu straordinario e importante nella storia della Cina, e il popolo Han si formò durante questo periodo. Con il progresso della società, la cultura Han crebbe così fiorente che raggiunse livelli notevoli nel campo delle arti, delle scienze, dell'economia e dell'agricoltura.
Utilizzato durante la storia della Cina sia in epoca classica che moderna, condividendone la sua lunga durata e la sua storia, l'Hanfu è un pezzo importante del patrimonio culturale del popolo Han. Purtroppo, a causa dell'invasione Manciù nel XVII secolo e il divieto di indossarlo, la maggior parte del mondo pensa che i costumi mancesi, come il Tangzhuang ed il Qipao, siano gli abiti tradizionali cinesi. Ma l'Hanfu non è completamente scomparso nel mondo moderno: nelle feste tradizionali e nei giorni importanti della storia cinese, si può ancora vedere una minoranza di Han vestita con l'Hanfu: commemorazione degli antenati, eventi patriottici, o per partecipare al chéng rén lǐ (成人禮), una cerimonia tradizionale durante la quale i giovani Han (in genere dai 16 ai 22 anni) passano dall'adolescenza all'età adulta. Tradizionalmente essi sono considerati come adulti dopo la cerimonia, con tutte le responsabilità familiari e sociali che ne derivano. Precedentemente, tutti gli adulti Han partecipavano a questa cerimonia. Attualmente si stima che è meno di 1 su 1000 il numero di adulti Han che ne hanno preso parte. Diversi costumi nazionali dei paesi dell'Asia orientale e del Sud-est asiatico si sono sviluppati sulla base dell'hanfu: come il kimono giapponese, il coreano Hanbok e il vietnamita áo voi. 
L'Hanfu attualmente è utilizzato principalmente in ambiti religiosi, indossato dai sacerdoti durante le cerimonie, ma a partire dagli inizi del nostro millennio è stato rilanciato come moda in alcuni contesti giovanili. Tuttavia, gli abiti sono generalmente ricostruiti a partire dai dipinti d'epoca o addirittura ispirandosi ai costumi cinematografici, anziché partendo dalle tradizioni sopravvissute.